# ヤブコウジ科
ヤブコウジ科（ヤブコウジか、Myrsinaceae）は双子葉植物の科。
ほとんどが常緑性木本で、主に熱帯・亜熱帯、一部は温帯に、35属1000種ほどを産する。日本では暖地を中心に3属が自生する。
ヤブコウジ、マンリョウなど観賞用（特に果実が美しい）に栽培されるものが多い。花は放射相称、子房上位で、4-6数性、花冠は合生する。果実は液果または核果で、1個ないし数個の種子を含む。
ツノヤブコウジ属は東南アジアのマングローブ構成樹種で、偽胎生種子をつける。

## 属
- ツノヤブコウジ属 Aegiceras
- Amblyanthopsis
- Amblyanthus
- Antistrophe
- ヤブコウジ属 Ardisia - ヤブコウジ、マンリョウ
- Badula
- Conandrium
- Ctenardisia
- Cybianthus
- Discocalyx
- Elingamita
- Embelia
- Emblemantha
- Fittingia
- Geissanthus
- Heberdenia
- Hymenandra
- Labisia
- Loheria
- イズセンリョウ属 Maesa - イズセンリョウ・シマイズセンリョウ
- Monoporus
- ツルマンリョウ属 Myrsine - ツルマンリョウ・タイミンタチバナ
- Oncostemum
- Parathesis
- Pleiomeris
- Rapanea
- Sadiria
- Solonia
- Stylogyne
- Tapeinosperma
- Tetrardisia
- Vegaea
- Wallenia

APG植物分類体系（第2版）では、従来サクラソウ科とされていた次の属（草本）もヤブコウジ科に移している：
- ルリハコベ属 Anagallis
- Ardisiandra
- Asterolinon
- Coris
- カガリビバナ属 Cyclamen - シクラメン
- ウミミドリ属 Glaux
- オカトラノオ属 Lysimachia - コナスビ
- Pelletiera
- ツマトリソウ属 Trientalis

またイズセンリョウ属はイズセンリョウ科Maesaceaeとして独立させている（これは子房半下位で種子が多数あるなど、形態的にもやや異なる）。
さらにAPG植物分類体系第3版ではヤブコウジ科・イズセンリョウ科を独立させず、以上すべての種をサクラソウ科としてまとめている。